# Ministrowie transportu, turystyki i sportu
Minister transportu i marynarki (irl. Aire Iompair agus Mara), minister odpowiadający w rządzie Irlandii za sprawy związane z transportem i żeglugą, a także lotnictwem cywilnym. Minister stoi na czele Departamentu transportu i marynarki (ga. An Roinn Iompair agus Mara).

## Ministrowie transportu i energii Irlandii
| Minister                  | Czas urzędowania                |
| ------------------------- | ------------------------------- |
| Erskine Hamilton Childers | 27 lipca 1959 - 2 lipca 1969    |
| Brian Lenihan             | 2 lipca 1969 - 3 stycznia 1973  |
| Michael O’Kennedy         | 3 stycznia 1973 - 14 marca 1973 |
| Peter Barry               | 14 marca 1973 - 2 grudnia 1976  |
| Thomas J. Fitzpatrick     | 2 grudnia 1976 - 5 lipca 1977   |
| Pádraig Faulkner          | 5 lipca 1977 - 12 lipca 1979    |

## Ministrowie turystyki i transportu Irlandii
| Minister         | Czas urzędowania                   |
| ---------------- | ---------------------------------- |
| Pádraig Faulkner | 12 lipca 1979 - 11 grudnia 1979    |
| George Colley    | 12 grudnia 1979 - 25 stycznia 1980 |

## Ministrowie transportu Irlandii
| Minister        | Czas urzędowania                   |
| --------------- | ---------------------------------- |
| Albert Reynolds | 25 stycznia 1980 - 30 czerwca 1981 |
| Patrick Cooney  | 30 czerwca 1981 - 9 marca 1982     |
| John P. Wilson  | 9 marca 1982 - 14 grudnia 1982     |
| Jim Mitchell    | 14 grudnia 1982 - 10 marca 1987    |

## Ministrowie turystyki i transportu Irlandii
| Minister       | Czas urzędowania              |
| -------------- | ----------------------------- |
| Ray MacSharry  | 20 marca 1987 - 31 marca 1987 |
| John P. Wilson | 31 marca 1987 - 12 lipca 1989 |
| Séamus Brennan | 12 lipca 1989 - 7 lutego 1991 |

## Ministrowie turystyki transportu i komunikacji Irlandii
| Minister              | Czas urzędowania                    |
| --------------------- | ----------------------------------- |
| Séamus Brennan        | 7 lutego 1991 - 11 lutego 1992      |
| Máire Geoghegan-Quinn | 11 lutego 1992 - 12 stycznia 1993   |
| Charlie McCreevy      | 12 stycznia 1993 - 22 stycznia 1993 |

## Ministrowie transportu, energii i komunikacji Irlandii
| Minister      | Czas urzędowania                    |
| ------------- | ----------------------------------- |
| Brian Cowen   | 22 stycznia 1993 - 15 grudnia 1994  |
| Michael Lowry | 15 grudnia 1994 - 30 listopada 1996 |
| John Bruton   | 30 listopada 1996 - 3 grudnia 1996  |
| Alan Dukes    | 3 grudnia 1996 - 26 czerwca 1997    |
| Mary O’Rourke | 26 czerwca 1997 - 12 lipca 1997     |

## Ministrowie przedsięwzięć publicznych Irlandii
| Minister      | Czas urzędowania               |
| ------------- | ------------------------------ |
| Mary O’Rourke | 12 lipca 1997 - 6 czerwca 2002 |

## Ministrowie transportu Irlandii
| Minister       | Czas urzędowania                   |
| -------------- | ---------------------------------- |
| Séamus Brennan | 6 czerwca 2002 - 29 września 2004  |
| Martin Cullen  | 29 września 2004 - 14 czerwca 2007 |

## Ministrowie transportu i marynarki Irlandii
| Minister     | Czas urzędowania                   |
| ------------ | ---------------------------------- |
| Noel Dempsey | 14 czerwca 2007 - 19 stycznia 2011 |
| Pat Carey    | 19 stycznia 2011 - 8 marca 2011    |

## Ministrowie transportu, turystyki i sportu Irlandii
| Minister        | Czas urzędowania             |
| --------------- | ---------------------------- |
| Leo Varadkar    | 9 marca 2011 - 11 lipca 2014 |
| Paschal Donohoe | 11 lipca 2014 - 6 maja 2016  |
| Shane Ross      | 6 maja 2016 -                |